# Ekersby
Ekersby är en bebyggelse norr om tätorten Örebro och Ekers kyrka i Örebro kommun. Från 2015 avgränsar SCB här en småort.